# حشره‌خوار دندان‌قهوه‌ای هاجسون
 حشره‌خوار دندان‌قهوه‌ای هاجسون (نام علمی: Episoriculus caudatus) نام یک گونه از سرده حشره‌خوار دندان‌قهوه‌ای است.